# B&Q
B&Q plc – brytyjska sieć sklepów remontowo-budowlanych (tzw. DIY – zrób to sam) należąca do spółki Kingfisher. Siedziba przedsiębiorstwa znajduje się w Eastleigh.
Przedsiębiorstwo zostało założone w 1969 roku przez Richarda Blocka i Davida Quayle'a, którzy otworzyli pierwszy sklep w Portswood, na przedmieściach Southampton. W 1980 roku B&Q zostało nabyte przez spółkę F. W. Woolworth Company, a dwa lata później przez Paternoster (obecnie Kingfisher).
Obecnie sieć B&Q liczy 321 sklepów na terenie Wielkiej Brytanii, 9 w Irlandii oraz około 60 w innych krajach, m.in. w Chinach.